# Aek Natas
Aek Natas is een bestuurslaag in het regentschap Tapanuli Selatan van de provincie Noord-Sumatra, Indonesië. Aek Natas telt 1041 inwoners (volkstelling 2010).